# Генриково (Мазовецьке воєводство)
Генриково (пол. Henrykowo) — село в Польщі, у гміні Нове Място Плонського повіту Мазовецького воєводства.
Населення — 59 осіб (2011).
У 1975-1998 роках село належало до Цехановського воєводства.

## Демографія
Демографічна структура станом на 31 березня 2011 року:
|          | Загалом | Допрацездатний вік | Працездатний вік | Постпрацездатний вік |
| -------- | ------- | ------------------ | ---------------- | -------------------- |
| Чоловіки | 33      | 7                  | 22               | 4                    |
| Жінки    | 26      | 5                  | 14               | 7                    |
| Разом    | 59      | 12                 | 36               | 11                   |